# UCI Oceania Tour 2008
Navigation
Édition précédente Édition suivante
L'UCI Oceania Tour 2008 est la quatrième édition de l'UCI Oceania Tour, l'un des cinq circuits continentaux de cyclisme de l'Union cycliste internationale. Il est composé de 6 compétitions, organisées du 15 octobre 2007 au 3 février 2008 en Océanie.

## Calendrier des épreuves

### Octobre 2007
| Date  | Course                           | Pays      | Classe | Vainqueur      | Équipe     |
| ----- | -------------------------------- | --------- | ------ | -------------- | ---------- |
| 15-21 | Herald Sun Tour                  | Australie | 2.1    | Matthew Wilson | Unibet.com |
| 27    | Melbourne to Warrnambool Classic | Australie | 1.2    | Timothy Decker | Bendigo    |

### Novembre 2007
| Date | Course                                    | Pays             | Classe | Vainqueur       | Équipe               |
| ---- | ----------------------------------------- | ---------------- | ------ | --------------- | -------------------- |
| 5-10 | Tour de Southland                         | Nouvelle-Zélande | 2.2    | Hayden Roulston | Trek Zookeepers Cafe |
| 14   | Championnat d'Océanie du contre-la-montre | Nouvelle-Zélande | CC     | Gordon McCauley | Nouvelle-Zélande     |
| 18   | Championnat d'Océanie sur route           | Nouvelle-Zélande | CC     | Hayden Roulston | Nouvelle-Zélande     |

### Janvier
| Date | Course             | Pays             | Classe | Vainqueur    | Équipe                 |
| ---- | ------------------ | ---------------- | ------ | ------------ | ---------------------- |
| 30-3 | Tour de Wellington | Nouvelle-Zélande | 2.2    | Travis Meyer | Southaustralia.com-AIS |

## Classements
| #   | Coureur          | Pays             | Pts |
| 1.  | Hayden Roulston  | Nouvelle-Zélande | 193 |
| 2.  | Travis Meyer *   | Australie        | 91  |
| 3.  | Joseph Chapman   | Nouvelle-Zélande | 77  |
| 4.  | Paul Odlin       | Nouvelle-Zélande | 60  |
| 5.  | Joost van Leijen | Pays-Bas         | 52  |
| 6.  | Marc Ryan        | Nouvelle-Zélande | 50  |
| 7.  | Gordon McCauley  | Nouvelle-Zélande | 46  |
| 8.  | David Pell       | Australie        | 43  |
| 8.  | Rory Sutherland  | Australie        | 43  |
| 10. | Clinton Avery *  | Nouvelle-Zélande | 40  |
| 10. | Julian Dean      | Nouvelle-Zélande | 40  |
| 10. | Timothy Decker   | Australie        | 40  |
| 13. | Jeremy Vennell   | Nouvelle-Zélande | 38  |
| 14. | Richie Porte     | Australie        | 36  |
| 15. | Robin Reid       | Nouvelle-Zélande | 35  |
| 16. | Logan Hutchings  | Nouvelle-Zélande | 34  |
| 16. | Reon Park        | Nouvelle-Zélande | 34  |
| 18. | Heath Blackgrove | Nouvelle-Zélande | 30  |
| 18. | William Dickeson | Australie        | 30  |
| 18. | Benjamin King *  | Australie        | 30  |

| #   | Équipe                     | Pays        | Pts |
| 1.  | Southaustralia.com-AIS     | Australie   | 174 |
| 2.  | Bissell                    | États-Unis  | 103 |
| 3.  | Savings & Loans            | Australie   | 100 |
| 4.  | Van Vliet-EBH Elshof       | Pays-Bas    | 52  |
| 5.  | Garmin-Chipotle            | États-Unis  | 48  |
| 6.  | Health Net-Maxxis          | États-Unis  | 43  |
| 7.  | Praties                    | Australie   | 36  |
| 8.  | Toyota-United              | États-Unis  | 35  |
| 9.  | Drapac Porsche             | Australie   | 23  |
| 10. | Pezula Racing              | Pays-Bas    | 18  |
| 10. | Budget Forklifts           | Australie   | 18  |
| 12. | Panasonic                  | Australie   | 16  |
| 12. | Type 1                     | États-Unis  | 16  |
| 14. | Sparkasse                  | Allemagne   | 14  |
| 15. | Cinelli-OPD                | Saint-Marin | 12  |
| 16. | Symmetrics                 | Canada      | 10  |
| 17. | Meitan Hompo-GDR           | Japon       | 9   |
| 18. | LeTua                      | Malaisie    | 8   |
| 19. | Atlas Romer's Hausbäckerei | Suisse      | 6   |

### Classements par nations
| #  | Pays             | Pts    |
| 1. | Australie        | 1230,7 |
| 2. | Nouvelle-Zélande | 793,2  |

| #  | Pays (U23)       | Pts |
| 1. | Australie        | 670 |
| 2. | Nouvelle-Zélande | 143 |